# 筠連淩雲關
筠連淩雲關位於四川省宜賓市筠連縣筠連鎮犀牛村一組與高縣蕉村鎮裕豐村先鋒組交界處，始建於明代，清同治十三年（1874）地方知縣程熙春擴大規模建成此關。占地面積約120.7平方公尺，此關橫座于高縣到筠連交界處的一個山場上，是進出筠連的四大關口之一。牆用石塊砌成，長方形，外長17公尺，外寬7.1公尺，內長14.5公尺，內寬3.8公尺。關卡南北有三道門框，均用條石砌成，卷拱形，門已毀壞，現存門拴孔。原關卡北面（高縣方向）壁上刻有2公尺多牌匾楷書石刻“淩雲關”三字，南面（筠連方向）牆上刻2公尺多牌匾楷書石刻“毓秀儲英”四字，並立牌為記。1961年拆毀，刻字今已風化不存。該關卡對研究當地明清交通、防務、商貿有一定價值。2011年，淩雲關被宜賓市人民政府公佈為市級文物保護單位。2012年7月16日公佈為第八批四川省文物保護單位。